# Il pettirosso
Il pettirosso (Rødstrupe) è un romanzo poliziesco dello scrittore norvegese Jo Nesbø del 2000, il terzo della serie di Harry Hole (il primo pubblicato in Italia).
Il romanzo è stato votato come Miglior romanzo criminale norvegese di sempre.

## Trama
Il romanzo inizia in occasione della visita dell'ex presidente Clinton in Norvegia, dove Harry finisce a malincuore per giocare un ruolo importante al seguito del quale sarà commissario al dipartimento di polizia del Pot. A Hole viene assegnato il compito di far luce sulle ramificazioni delle attività neonaziste in Norvegia. Durante questa indagine si troverà ad affrontare un caso che affonda le sue radici nei campi di battaglia del Fronte orientale durante la Seconda guerra mondiale.

## Ambientazione
Il libro compie salti spazio-temporali tra la Oslo del 1999 e la Seconda guerra mondiale - in particolare, l'assedio di Leningrado, Vienna, e il bombardamento di Amburgo. Un episodio del libro si svolge in Sudafrica.